# 求情城 (佛羅里達州)
求情城（英語：Intercession City）是位於美國佛羅里達州奧西歐拉縣的一個非建制地區。該地的面積和人口皆未知。

## 地理
求情城的座標為28°15′45″N 81°30′28″W / 28.26250°N 81.50778°W，而該地的平均海拔高度為21米（即69英尺）。